# Journal of Hellenic Studies
The Journal of Hellenic Studies (JHS) is een wetenschappelijk tijdschrift dat sinds 1880 wordt uitgegeven door de Society for the Promotion of Hellenic Studies. Dit Brits tijdschrift omvat voornamelijk artikels in verband met de Griekse oudheid en recensies van werken over dit onderwerp. De huidige hoofdredacteur is Robert Fowler van de University of Bristol, die wordt bijgestaan voor de recensie van boeken door Barbara Graziosi van de Durham University. Daarnaast worden ook supplementen uitgegeven in de reeks Archaeological Reports en monografieën in de reeks Occasional Publications (voorheen Supplementary Papers).